# Miss Internacional 2019
Miss Internacional 2019 fue la 59.ª edición del certamen Miss Internacional correspondiente al año de 2019. La cual se llevó a cabo el 12 de noviembre en la Sala municipal del Domo de Tokio, Tokio, Japón. Candidatas de 82 países y territorios del mundo compitierón por el título. Al final del certamen, Mariem Velazco, Miss Internacional 2018, de Venezuela, coronó a Sireethorn Leearamwat, de Tailandia, como su sucesora.  
Candidatas de 82 países y territorios autónomos del mundo compitieron por el título, haciendo de esta edición la que mayor número de candidatas ha reunido en toda la historia del certamen.

## Historia
El 11 de abril de 2019, se mencionó en las páginas oficiales de Instagram y Facebook de Miss International que el concurso de la edición 2019 se celebraría en la Sala municipal del Domo de Tokio Tokio Japón por cuarto año consecutivo el martes 12 de noviembre de 2019. Las delegadas comenzarán a llegar a partir del 25 de octubre.

## Resultados
| Posiciones                | Candidata |
| ------------------------- | --- |
| Miss Internacional 2019   | - Tailandia - Sireethorn Leearamwat |
| Primera finalista         | - México - Andrea Toscano |
| Segunda finalista         | - Uganda - Evelyn Namatovu |
| Tercera finalista         | - Colombia - María Alejandra Vengoechea |
| Cuarta finalista          | - Reino Unido - Harriotte Lane |
| Semifinalistas (Top 8)    | - Filipinas - Bea Magtanong - Indonesia - Jolene Rotinsulu - Vietnam - Nguyễn Tường San |
| Cuartofinalistas (Top 15) | - Bielorrusia - Mariya Perviy - Finlandia - Jutta Kyllönen - Hong Kong - Kayesia Ku - Países Bajos - Elize de Jong - Puerto Rico - Ivana Irizarry - Sri Lanka - Pawani Vithanage - Venezuela - Melissa Jiménez |

### Reinas continentales
| Premio                     | Candidata                           |
| -------------------------- | ----------------------------------- |
| Miss Internacional África  | - Liberia - Naomi Glay              |
| Miss Internacional América | - Perú - María José Barbis          |
| Miss Internacional Asia    | - Tailandia - Sireethorn Leearamwat |
| Miss Internacional Europa  | - Países Bajos - Elize de Hong      |
| Miss Internacional Oceanía | - Hawái - Eunice Basco              |

### Premios especiales
| Premio                  | Candidata                     |
| ----------------------- | ----------------------------- |
| Mejor Traje Nacional    | - Vietnam - Nguyễn Tường San  |
| Mejor en Traje de Noche | - Venezuela - Melissa Jiménez |
| Mejor en Traje de Baño  | - Uganda - Evelyn Namatovu    |
| Miss Fotogénica         | - Guadalupe - Noémie Milne    |

## Relevancia histórica delMiss Internacional 2019
- Tailandia gana por primera vez Miss Internacional.
- México obtiene el puesto de Primera Finalista por primera vez.
- Uganda clasifica por primera vez en la historia del certamen y apunta su clasificación más alta hasta la fecha, Segunda Finalista.
- Colombia obtiene el puesto de Tercera Finalista por primera vez.
- Reino Unido obtiene el puesto de Cuarta Finalista por primera vez.
- Venezuela, Tailandia, México, Colombia, Indonesia y Filipinas repiten clasificación a semifinales.
- Tailandia clasifica por séptimo año consecutivo.
- Indonesia clasifica por cuarto año consecutivo.
- Venezuela clasifica por tercer año consecutivo.
- Filipinas, Colombia y México clasifican por segundo año consecutivo.
- Reino Unido clasificó por última vez en 2017.
- Finlandia clasificó por última vez en 2016.
- Vietnam clasificó por última vez en 2015.
- Puerto Rico clasificó por última vez en 2014.
- Países Bajos clasificó por última vez en 2013.
- Sri Lanka clasificó por última vez en 2012.
- Bielorrusia clasificó por última vez en 2009.
- Hong Kong clasificó por última vez en 2007.
- Australia y Japón rompen una racha de clasificaciones que mantenían desde 2016.
- Ninguna nación de Oceanía pasó a la ronda semifinal.

## Candidatas
82 candidatas compitieron en Miss Internacional 2019:
(En la lista se utiliza su nombre completo, los sobrenombres van entrecomillados y los apellidos utilizados como nombre artístico, entre paréntesis; fuera de ella se utilizan sus nombres «artísticos» o simplificados).
| País/Territorio          | Candidata                          | Edad | Residencia         |
| ------------------------ | ---------------------------------- | ---- | ------------------ |
| Argentina                | Milena Sofía Judt                  | 22   | Buenos Aires       |
| Armenia                  | Sona Danielyan                     | 23   | Ereván             |
| Aruba                    | Daniella Piazzi                    | 25   | Oranjestad         |
| Australia                | Monique Charlotte Shippen          | 26   | Sídney             |
| Bélgica                  | Rachel Corinne Nimegeers           | 23   | Antwerp            |
| Belice                   | Selena María Urias                 | 24   | Ciudad de Belice   |
| Bielorrusia              | Mariya Dmitiryevna Perviy          | 22   | Minsk              |
| Bolivia                  | Valentina Pérez Medina             | 24   | Sucre              |
| Brasil                   | Carolina Stankevicius Cruz         | 24   | Río de Janeiro     |
| Burkina Faso             | Danielle Flora Ouedraogo           | 26   | Uagadugú           |
| Camboya                  | Kachanak Thyda Bon                 | 25   | Phnom Penh         |
| Camerún                  | Angèle Kossinda Bourmassou         | 26   | Duala              |
| Canadá                   | Megha Sandhu                       | 23   | Montreal           |
| Chile                    | Ximena Estefanía Huala Alcaíno     | 18   | Buin               |
| China                    | Yunxuan Teng                       | 26   | Beijing            |
| Colombia                 | María Alejandra Vengoechea Cárcamo | 21   | Barranquilla       |
| Costa de Marfil          | Tara Gueye                         | 22   | Abiyán             |
| Costa Rica               | Tamara Dal Maso Gardela            | 21   | Puntarenas         |
| Dinamarca                | Anna Stella Diekelmann             | 26   | Frederiksberg      |
| Ecuador                  | Alegría María Tobar Cordovés       | 25   | Quito              |
| El Salvador              | Patricia Elena Battle Aparicio     | 25   | San Salvador       |
| Eslovaquia               | Alica Ondrášová                    | 23   | Bratislava         |
| España                   | Claudia Cruz García González       | 24   | Baleares           |
| Estados Unidos           | Ghazal Gill                        | 23   | Los Ángeles        |
| Filipinas                | Bea Patricia de Guzmán Magtanong   | 25   | Bataan             |
| Finlandia                | Jutta Anna Karin Kyllönen          | 24   | Oulu               |
| Francia                  | Yasmina Solène Morel Barbot        | 24   | París              |
| Ghana                    | Princess Owusua Gyamfi             | 25   | Acra               |
| Guadalupe                | Noémie Milne                       | 21   | Basse-Terre        |
| Guam                     | Athena Eva Su McNinch              | 22   | Agaña              |
| Guatemala                | Stephanie Judith Sical Salazar     | 24   | Quetzaltenango     |
| Guinea Ecuatorial        | Arcenia Luz Chanque Bosepe         | 19   | Baney              |
| Haití                    | Lory-Anne Charles                  | 20   | Puerto Príncipe    |
| Hawái                    | Eunice Elizabeth Raquel Basco      | 24   | Honolulú           |
| Honduras                 | Ariana María Bustillo Flores       | 21   | Danlí              |
| Hong Kong                | Kaye Cheung                        | 25   | Kowloon            |
| India                    | Simrithi Bathija                   | 20   | Mumbai             |
| Indonesia                | Jolene Marie Cholock-Rotinsulu     | 22   | Manado             |
| Islas Marianas del Norte | Shannon Rae Tudela Sasamoto        | 20   | Saipán             |
| Italia                   | Francesca Giordano                 | 18   | Roma               |
| Japón                    | Tomomi Okada                       | 22   | Tokio              |
| Laos                     | Phaithida Phothisane               | 26   | Vientián           |
| Liberia                  | Naomi Nucia Glay                   | 25   | Monrovia           |
| Macao                    | Bobo Leong                         | 26   | Macao              |
| Malasia                  | Charmaine Chew Qi En               | 22   | Alor Setar         |
| Marruecos                | Sonia Ait Mansour                  | 25   | Rabat              |
| Mauricio                 | Nidhishwaree Ruchpaul              | 20   | Pamplemousses      |
| México                   | Andrea Isabel Toscano Ramírez      | 20   | Manzanillo         |
| Mongolia                 | Gunjidmaa Jargalsaikhan            | 25   | Ulán Bator         |
| Myanmar                  | Khin Ohmar Myint                   | 23   | Rangún             |
| Nepal                    | Meera Kakshapati                   | 24   | Bhaktapur          |
| Nicaragua                | María Gabriela Saballos León       | 19   | Managua            |
| Nigeria                  | Alice Duke Inyang                  | 23   | Lagos              |
| Noruega                  | Henriette Janssen Jacobsen Hauge   | 19   | Akershus           |
| Nueva Zelanda            | Nikita Ah Horan                    | 18   | Auckland           |
| Países Bajos             | Elize Joanne de Jong               | 25   | Róterdam           |
| Panamá                   | Betzaida Elizabeth Rodríguez B.    | 22   | Las Tablas         |
| Paraguay                 | Élida Raquela Lezcano Giménez      | 19   | Villa Elisa        |
| Perú                     | María José Barbis Portocarrero     | 24   | Lima               |
| Polinesia Francesa       | Poevai Garnier                     | 22   | Papeete            |
| Polonia                  | Karina Szczepanek                  | 24   | Bialystok          |
| Portugal                 | Ana Rita Aguiar Lima               | 22   | Vale de Cambra     |
| Puerto Rico              | Ivana Carolina Irizarry Fritany    | 26   | Río Grande         |
| Reino Unido              | Harriotte Lane                     | 18   | Newcastle          |
| República Checa          | Andrea Prchalová                   | 19   | Havlíčkův Brod     |
| República Dominicana     | Zaidy Yénnifer Bello Santana       | 27   | Santo Domingo      |
| Rumania                  | Andreea Maria Coman                | 26   | Bucarest           |
| Rusia                    | Marina Leonidovna Oreshkina        | 25   | Vladivostok        |
| Singapur                 | Charlotte Lucille Chia             | 22   | Ciudad de Singapur |
| Sri Lanka                | Pawani Yuwanthika Vithanage        | 25   | Colombo            |
| Sudáfrica                | Nicole Middleton                   | 24   | Ciudad del Cabo    |
| Sudán del Sur            | Achol Arow                         | 25   | Juba               |
| Suecia                   | Paulina Kielczewska                | 23   | Goteborg           |
| Tailandia                | Sireethorn Leearamwat              | 25   | Bangkok            |
| Taiwán                   | Joyce Yi Shu-Chiu                  | 26   | Tainan             |
| Túnez                    | Sarra Brahmi                       | 25   | Sousse             |
| Ucrania                  | Marina Petryvna Kiose              | 24   | Kiev               |
| Uganda                   | Evelyn Namatovu Kironde            | 23   | Kampala            |
| Venezuela                | Melissa Ester Jiménez Guevara      | 20   | Maracaibo          |
| Vietnam                  | Nguyễn Tường San                   | 19   | Hanói              |
| Zambia                   | Luwi Kawanda                       | 25   | Lusaka             |
| Zimbabue                 | Jemimah Kandemiiri                 | 24   | Harare             |

### Abandonos
- Anabella Pamela Fleck (Alemania) se presentó a la concentración, pero abandonó la competencia por razones desconocidas.
- Dasha-Didar Atmaja (Kazajistán) y Tamila Khodjaeva (Uzbekistán) fueron designadas por el mismo director nacional, Uson Berdibay, el cual defraudó a ambas y no pagó los derechos de participación y por ende no serán aceptadas por la organización del concurso.[84][85]
- Lía Álvarez (Cuba) no fue aceptada por la organización de Miss Internacional debido a que la directora nacional Nohemí Meléndez no pagó el costo de la inscripción siendo víctima de una estafa.[86]
- Vera Ghazzouli (Bonaire) no se unió a la competencia por problemas de salud.[87]
- Alannah McBrien (Irlanda) no se unió a la competencia por razones desconocidas.

### Designaciones
- Mariya Perviy (Bielorrusia) fue designada por el "Equipo Nacional de la Escuela de Belleza" (Нацыянальная каманда школы прыгажосці), el nuevo titular oficial de la licencia de Miss Internacional en Bielorrusia. Perviy se colocó como finalista en el certamen Miss Bielorrusia 2018.
- Selena Urias (Belice) fue designada para ser la representante nacional en el certamen de Miss Internacional, por Enrique De León, el director nacional del concurso nacional de Miss Belice.
- Angèle Kossinda (Camerún) fue nombrada Miss International Cameroon 2019. Fue Miss Earth Cameroon 2017 y finalista Top 16 en Miss Tierra 2017.
- Alejandra Vengoechea (Colombia) fue designada para ser la representante nacional en Miss Internacional 2019, por Raimundo Aungulo, presidente del Concurso Nacional de Belleza. Vengoechea fue segunda finalista en el Señorita Colombia 2018.
- Tamara Dal Maso (Costa Rica) fue designada para representar ser la representante nacional en Miss Internacional 2019, por Alan Alemán director general del certamen Organización Reinas de Costa Rica titular oficial de la licencia de Miss Internacional.
- Athena McNinch (Guam) fue designada como Miss Internacional Guam 2019, debido a que Kirsten Shelton quien sería la representante sobrepasó la edad límite para participar.
- Charmaine Chew (Malasia) fue designada por "Miss International Malaysia Organization", quien es la nueva titular oficial de la licencia de Miss Internacional en Malasia. Chew se ubicó como la finalista en Miss Universe Malaysia 2018.
- Andrea Toscano (México) fue designada como Miss México Internacional 2019, por Lupita Jones, Presidenta del concurso Mexicana Universal. Toscano fue la ganadora de Mexicana Universal 2018.
- Alice Duke (Nigeria) fue designada para ser la representante nacional en el concurso de Miss Internacional, por Daniel Opuene, el director nacional de "Beauty of African", franquicia oficial de Miss Internacional en Nigeria.
- Luwi Kawanda (Zambia) fue designada originalmente como Miss Grand Zambia 2019 por Caroline Makasa directora del certamen Miss International Zambia pero debido a la inestable situación política en Venezuela país sede del certamen se decidió que sería la representante nacional al Miss Internacional 2019. Kawanda fue la segunda finalista en Miss Universe Zambia 2017.

## Datos acerca de las delegadas
- Algunas de las delegadas del Miss Internacional 2019 han participado o participarán en otros certámenes internacionales de importancia:
  - Athena McNinch (Guam) participó sin éxito en Face of Beauty International 2014 y en Miss Universo 2018.
  - Rachel Nimegeers (Bélgica) fue semifinalista en Miss Supranacional 2015, participó sin éxito en Miss Grand Internacional 2017 y fue segunda finalista en Miss Tourism Queen International 2018.
  - Stephanie Sical (Guatemala) participó sin éxito en Miss Tierra 2016.
  - Sonia Mansour (Marruecos) participó sin éxito en Top Model of the World 2016, Miss Grand Internacional 2017, Miss Eco Internacional 2017 y Miss Supranacional 2018, fue semifinalista en Face of Beauty International 2015 y quinta finalista en Miss Tourism and Culture Universe 2019, en todos estos certámenes representando a Francia.
  - Alica Ondrášová (Eslovaquia) participó sin éxito en Queen Beauty Universe 2017.
  - Angèle Kossinda (Camerún) fue semifinalista en Miss Tierra 2017 y Miss Supranacional 2019 y participó sin éxito en Miss Universo 2020.
  - Raquel Basco (Hawái) participó sin éxito en Miss Intercontinental 2017 representando a Estados Unidos.
  - Sona Danielyan (Armenia) participó sin éxito en Miss Tierra 2018 y en Miss Asia Pacífico Internacional 2018.
  - Monique Shippen (Australia) participó sin éxito en Miss Tierra 2018.
  - Selena Urias (Belice) participó sin éxito en Reina Hispanoamericana 2018 y Reina del Trópico 2018.
  - Andrea Toscano (México) participó sin éxito en Miss Universo 2018.
  - Nikita Horan (Nueva Zelanda) participó sin éxito en Miss Turismo Internacional 2018.
  - Rita Aguiar (Portugal) participó sin éxito en Reina Hispanoamericana 2018 y Miss World University 2018.
  - Andreea Coman (Rumania) fue semifinalista en Miss Supranacional 2018.
  - Marina Oreshkina (Rusia) ganó Miss Tourism World 2018.
  - Pawani Vithanage (Sri Lanka) fue finalista en Miss Grand Internacional 2018.
  - Pamela Fleck (Alemania) fue finalista en Miss Europa 2019.
  - Sarra Brahmi (Túnez) participó sin éxito en Miss Intercontinental 2019.
  - María Vengoechea (Colombia) fue primera finalista en Reina Hispanoamericana 2021.
  - Ivana Irizarry (Puerto Rico) fue parte del Top 20 de Nuestra Belleza Latina 2021

## Sobre los países en Miss Internacional 2019

### Naciones que debutan en la competencia
- Burkina Faso
- Guinea Ecuatorial

### Naciones ausentes (en relación con la edición anterior)
- Corea del Sur
- Cuba
- Curazao
- Egipto
- Etiopía
- Hungría
- Islas Cook
- Kenia
- Líbano
- Madagascar
- Moldavia

### Naciones que regresan a la competencia
Compitió por última vez en 1969:
- Marruecos

Compitió por última vez en  2008:
- Liberia

Compitió por última vez en 2009:
- Uganda

Compitieron por última vez en 2012:
- Bélgica[88]
- Camerún

Compitió por última vez en 2013:
- Sudán del Sur[89]
- Polinesia Francesa

Compitieron por última vez en 2014:
- Armenia

Compitió por última vez en  2015:
- Italia

Compitieron por última vez en 2016:
- Nigeria
- Zambia

Compitieron por última vez en  2017:
- Bielorrusia
- Canadá
- Noruega
- Túnez